# Чухліб Василь Васильович
Васи́ль Васи́льович Чу́хліб (*19 липня 1941, с. Лебедівка Козелецького району на Чернігівщині — 20 листопада 1997 р.) — український письменник, журналіст, громадський діяч, літературознавець, член Спілки письменників і Спілки журналістів Радянського Союзу та України. Лауреат державної премії ім. Лесі Українки (1996), Літературна премія імені Наталі Забіли. Псевдоніми — В. Чорноус, В. Чернігівець. Батько мовознавиці Тетяни Ткаченко та історика Тараса Чухліба. Дружина — доцентка, кандидатка філологічних наук Віра Скрипка (Чухліб, Христенок).

## Життєпис

### Дитинство і школа
Народився у с. Гнилуша (Лебедівка) в сім'ї вчителів Василя Харитоновича Чухліба та Марії Федорівни В'ялої (Чухліб), уродженки села Прохори коло Борзни. Родина батька веде свій родовід від козака Платнірівського куреня Запорозької Січі Харька Чухліба (1757 р.). Один з прадідів воював у російсько-японській війні 1904—1905 рр. Родина матері у 1930-х рр. була «розкуркулена» та заслана до Сибіру. Мав молодшу сестру Валентину. Дитячі роки Василя Чухліба пройшли в сусідньому придеснянському селі Соколівка, куди переїхали його батьки після війни: тут закінчив семирічку, а десятий клас — у місті Острі. У школі проявився його літературний талант — і районна газета «Правда Остерщини» опублікувала його перший вірш, коли він був ще старшокласником; закінчивши школу, молодого Василя запросили на роботу до редакції тієї ж газети. У 1958 р. визнаний найкращим робсількором «Правди Остерщини». У 1958 та 1959 рр. був делегатом конференцій робсількорів Чернігівщини.

### Університет та перші роки праці
У 1962 р. вступив на мовно-літературний факультет Київського державного педагогічного інституту ім. О. Горького (нині — Національний педагогічний університет імені Михайла Драгоманова). Протягом 1962—1966 рр. був старостою Літературної студії КДПІ ім. О. Горького, якою керував Юрій Кобилецький, а потім Петро Орлик. На той час до студії входили такі відомі згодом особистості, як Віктор Бабич, Григорій Хижняк, Варвара Гринько, Андрій Зиль, Станіслав Вишенський, Михайло Климчук, Олександр Боровко, Володимир Лета, Петро Ігнатенко, Андрій Коцюбинський, Григорій Приходько, Олександр Мушкудіані, Віктор Постовий, Олег Кучер, Василь Лісовий, Володимир Капустін, Василь Яременко, Василь Лобода, Микола Родиненко, Юрій Кабанченко, Василь Гунько, Юлія Жураківська, Микола Іванов, Ярослав Коринецький, Анатолій Руденко, Віктор Назарчук, Микола Луценко, Іван Поліщук, Андрій Отарашвілі, Клавдія Криворучко, Петро Надувний та Віктор Мовчан. Був одним із ініціаторів та організаторів спеціальної сторінки в інститутській газеті, яка відображала творчу діяльність членів літературної студії «Вітрила». Її перший випуск побачив світ 24 лютого 1966 р. й називався «Вітрила. Випускає літстудія інституту. Газета в газеті». А стінна рукописна газета «Вітрила» у той час займала всю стіну другого поверху філфаку. У 1966 отримав диплом про вищу освіту мовно-літературного факультету КДПІ: деякий час учителював та працював журналістом у м. Добропіллі на Донеччині, а потім разом з сім'єю переїхав до м. Українка Обухівського району на Київщині.

## Районна газета
У 1968—1976 рр. був завідувачем відділу сільського господарства та масової роботи районної газети Обухівського району Київської області «Зоря Жовтня» («Обухівський край»). За цей час об'їздив усі села району. Написав більше 100 нарисів про хліборобів, трактористів, комбайнерів, агрономів, зоотехніків, доярок, буряководів, пастухів, чабанів, електроенергетиків, токарів, письменників, медиків, вчителів, артистів, військових та інших відомих людей Обухівщини. Організовував роботу нештатних корпунтів. Опрацьовував сількорівські та робкорівські листи, розбирався з скаргами, вів питання побуту, торгівлі, культури, освіти та спорту. Готував тематичні сторінки — літературну «Соняшник», «На суботній добривечір», сторінку охорони природи «Зелений дім». Неодноразово публікував свої мініатюри, етюди, новели, оповідання та вірші для дітей на літературній сторінці газети. «Незважаючи на житейські, побутові незлагоди трудилися на совість, старалися, аби газета була цікавою, читабельною, охоплювала всі галузі життя району. Колектив склався дружний, справді творчий. У запальних суперечках, дискусіях народжувалися нові теми, задуми», — згадував В. Чухліб про роки своєї праці в районці, називаючи їх найкращими роками свого життя.

### Громадська діяльність
У 1970 — 1985 рр. Василь Чухліб на громадських засадах керував Літературною студією ім. Андрія Малишка (м. Обухів, Обухівський р-н). Очолював студію, коли до неї входили Петро Швець, Микола Васильківський, Михайло Мозговий, Юрій Домотенко, Ганна Зралко, Михайло Горловий, Лідія Ткаченко, Ольга Довгоп'ят, Валерій Вергун, Степан Гриценко, Тамара Порохнюк, Галина Коновал, Віра Гальчинська, Микола Кулик, Ольга Задорожня, Михайло Карасьов, Василь Назаренко, Микола Заєць, Святослав Яблунівський, Юрій Завгородній, Анатолій Філімоніхін, Олександр Драндар та ін. Майже всі вони стали членами Спілки письменників України, заслуженими в своєму краї митцями. Ольга Довгоп'ят, письменниця, член літстудії імені А. Малишка (м. Козин) згадувала: «На засіданнях студії в ті часи було багато людей: різних професій, різного віку, — від малого до старого, — вони знаходили для себе тут затишок. Пам'ятаю, на одне із засідань з'явилася маленька дівчинка в окулярах, мила і жвава. Мама її за руку привела. Дівчинка читала такі гарні вірші, що всі були вражені її талантом. Це буля Галя Коновал з Першого Травня, нині заступник редактора газети „Українська мова та література“, викладач університету, кандидат філологічних наук Галина Олександрівна. На наших студіях панувала доброта і гарний настрій, якась дивна люб'язність. Не пам'ятаю, щоб хтось когось образив. Завжди все було тихо, спокійно, обговорення велися дотепно і цікаво. А який приплив енергії давали такі зустрічі…». Протягом 1992—1996 рр. був членом журі міжнародного конкурсу молодих літераторів «Гранослов».

### Письменник
У другій половині 1960-х — першій половині 1970-х років мініатюри, новели та оповідання В. Чухліба були надруковані в періодиці. Невдовзі вони привернули увагу видавництва «Молодь», де в 1975 р. побачила світ перша книга мініатюр «Червоні краплини вишень». У 1973 р. В. Чухлібу запропонували виступити з оповіданнями для дітей у всеукраїнському журналі «Малятко». Згодом з творів, надрукованих у «Малятку», склалася перша книжечка молодого літератора для дітей «Хто встає раніше». Відтоді письменник не полишає працю літературі для дітей: пише не тільки оповідання, але й чудові казки — прозорі, як кришталь, тихі, як тепле літо. Більшість із них — про природу. У 1988 р. була опублікована книга новел «Іду до Десни», в усіх героїв якої — людей, тварин, рослин — є одне спільне: вічно молода річка Десна. Письменник Юрій Ярмиш писав (мовою оригіналу): «Крепнет, развивается талант прозаика Василя Чухлиба. Он автор ряда сборников рассказов для малышей, среди них „Красные капли вишен“, „Кто просыпается раньше всех“, „Бескозырка“, „Находка Тарасика“. Произведения эти невелики по объему, но удивительно емкие, насыщенные большим смыслом. По своему характеру они близки к притчам, но Василь Чухлиб далек от назидательности, его мораль в сюжетах, в отношении героев к событиям, жизненным явлениям, автор дорожит выразительной деталью, ярким и точным образом». З 1977 року член Спілки письменників і Спілки журналістів Радянського Союзу та України. У 1978 — 1996 роках — заступник головного редактора видавництва «Український письменник» у Києві. За його редакторства побачила світ не одна сотня книг прози та поезії.

### Творчість
В. Чухліб є одним з найкращих творців новел, етюдів та мініатюр у «дорослій прозі» свого часу. Однак не менш відомим він став завдяки своїм оповіданням та казкам для дітей. Героями його казок є ведмедик Клиш-Клиш і павучок Канапчик, лисичка Мальвіна і зайчик Гасанець, цап Бородань і сорока Чара, джмелики Кіндратики і бурундучок Смугастик, мишка Намистина і качка Чомга, їжачок Топка і Сонячний Зайчик а також інші жителі Землі, Неба, Лісу та Річки. Вони живуть своїм казковим життям у Калиновій світлиці і Золотавому бору, Суничній галявині й Роменовому лузі, Старій діброві й Бобровому селищі, Синь-озері та на Зеленому стадіоні. Автор поєднує традиційні художні прийоми народної казки з оригінальними авторськими знахідками. Письменник наділяє тварин людською мовою, почуттями, характером і поведінкою, зберігаючи при цьому й те, що притаманне природі тварин. Цікаві сюжети казок, мальовничі подробиці, виразний діалог, тонкий гумор — все це приваблює маленького читача. Письменник уникає повчального тону, даючи дітям можливість самим осмислити мораль творів. Більшість новел В. Чухліба є автобіографічними. Образи їхніх персонажів — Василька й Михайлика, Тарасика й Тетянки, Дениска й Варочки, Степанка і Марійки, Оксеника і Галинки, Славка і Валерки, Арсеника й Іванка — змальовані письменником з особливою любов'ю. Вони непосидючі, кмітливі й допитливі, з цікавістю пізнають світ, вчаться дружити й допомагати старшим. Любляча мама, працьовитий батько, мудрі й життєрадісні дідусь та бабуся — це те середовище, у якому дітям затишно. Малятам розкриваються таємниці природи, багато невідомих фактів зі світу рослин і тварин. Письменник запрошує дітей пильніше поглянути навколо себе та навчає їх любити свою малу батьківщину — бути в лісі, лузі чи на річці не пасивними спостерігачами, а добрими помічниками всьому живому. Юрій Збанацький, письменник, так оцінював творчість В. Чухліба: «У цього письменника свій стиль і своє бачення світу. Він володіє рідкісним даром писати коротко, а показувати багато, уміє розповісти цікаво й хвилююче, навіть поетично, про речі, на перший погляд, звичайні, буденні».

### Мова творів
Мова творів В. Чухліба жива, народна, барвиста та вишукана. Вона не переобтяжена незрозумілою лексикою, запозиченими словами. Майстерне застосування образних порівнянь, персоніфікацій, епітетів, метафор у поєднанні з простонародними висловами створює особливий мовний колорит творів письменника. Тут, наприклад, зустрічаються такі рідковживані, але суто українські слова і словосполучення, як «калинові пломінці (тобто, кетяги)», «завруниться (заколоситься) жито», «закушмана (не причесана) голова», «вишмуляна (зношена) шапка», «примоцював (прилаштував) грузило», «розквацьовані (вимазані) глеєм», «гулоносі (тупоносі) валянки», «блюхає (плескотить) риба», «вицигикує (виграє) оркестр», «зазумріли (задзижчали) бджоли», «перекотився перекульцем (покотом)», «засокотіла (завертіла) хвостом» тощо. Різноманітність лексики, багатство синонімів, ритмічність і мелодійність роблять мову його новел і мініатюр, оповідань та казок повнокровною, образною, ніби зачаровуючи читача. Професор Любов Мацько пише: «Василь умів помічати й показувати у своїй творчості мудрість, душевну красу і порядність звичайних людей, простих трудівників, їхнє тонке відчуття моральності… Про мораль ці люди не говорять, нею живуть. З особливою любов'ю писав Василь Чухліб про дітей і для дітей, щедро використовуючи інтимізуючі форми української мови».

### Журналістська діяльність
Публікував нариси, етюди, оповідання, а також інші матеріали в газетах «всесоюзного» значення «Правда», «Учительская газета», всеукраїнських — «Літературна Україна», «Сільські вісті», «Радянська Україна», «Радянська освіта», «Молода гвардія», «Радянська культура», «Зірка»; обласних — «Радянський Донбас», (Донеччина), «Деснянська правда», «Чернігівський вісник» (Чернігівщина); районних «Правда Остерщини» (Остерський р-н, Чернігівщина), «Шлях перемоги» (м. Добропілля, Донеччина), «Колгоспні вісті» (Таращанський р-н, Київщина), «Зоря Жовтня» (суч. «Обухівський край», Обухівський р-н, Київщина), «Світло Жовтня» (Павлоградський р-н, Дніпропетровщина), «Ленінський шлях» (Козелецький р-н, Чернігівщина); міських — «Маяк» (м. Красноармійськ, Донеччина). Публікувався у всеукраїнських журналах «Дніпро», «Вітчизна», «Київ», «Донбас», «Україна», «Радуга», «Прапор», «Радянська жінка», «Хлібороб України», «Малятко», «Барвінок», «Соняшник». Довголітній член редколегії журналу «Малятко». Юрій Домотенко, журналіст, історик, директор Обухівського музею згадував: «Василь Чухліб. Розважливий, ґрунтовний, тонкий гуморист — з тих, що творять тихенько. Як письменник, талановитий у мініатюрах, як журналіст — хороший нарисовець».

### Літературознавча праця
Писав статті про Михайла Коцюбинського, Іван Франка, Лесю Українку, Максима Рильського, Григорія Косинку, Олександра Довженка, Андрія Малишка, Калістрата Анищенка та Андрія Михайлюка, досліджував їхній життєвий і творчий шлях. Вів переписку з дружиною Г. Косинки Тамарою Мороз-Стрілець. Його також цікавили такі історичні постаті як Маруся Чурай, Данило Терпило (отаман Зелений) та Леонід Биков. Публікував рецензії на книги відомих та молодих авторів, зокрема Володимира Забаштанського, Івана Логвиненка, а також Д. Герасимчука, В. Горбатюка, Г. Гриненка, В. Князюка, Г. Малюка, А. Поліщука та ін. Популяризував нові книги та довідники, робив огляди багатьох всеукраїнських журналів. Дав рекомендації до вступу в Спілку письменників України Л. Ткаченко, В. Трубаю (Карасьову), А. Коцюбинському, В. Леусу, Б. Горенському, П. Наніїву, М. Горловому, І. Корбачу, М. Панасюку, А. Бондарчуку, М. Мухоїду, П. Швецю та ін.

### Літературний доробок
Автор багатьох цікавих книжок для дітей та дорослих, загальний наклад яких перевищив 1 мільйон 250 тисяч примірників:
- «Червоні краплини вишень» (1975)
- «Хто встає раніше» (1976)
- «Безкозирка» (1979)
- «Тарасикова знахідка» (1980)
- «Чи далеко до осені» (1981)
- «Пісня тоненької очеретини» (1983)
- «Пілотка ліщинових горіхів» (1984)
- «Жарини на снігу» (1985)
- «Олень на тому березі» (1987)
- «Лелеки над татовим полем» (1988)
- «Іду до Десни» (1988)
- «Сопілкарик з джмелиного оркестру» (1989)
- «Куди летить рибалочка» (1991)
- «Батькова сумка» (1993)
- «Колискова для ведмедів» (1995, 2010)
- «Павучок із бабиного літа» (2004, 2011)
- «Братики Кіндратики» (2006)
- «Сонячний зайчик» (2007, 2010)
- «Неслухняний Гарбузик» (2009)[1]
- «Намистина з високого замку» (2011)

Творчість Василя Чухліба відзначено літературними преміями ім. Наталі Забіли (1988) та ім. Лесі Українки (1996). Окремі твори письменника видавалися за кордоном, де перекладалися англійською, азербайджанською, білоруською, казахською, литовською, російською, словенською мовами: багато його оповідань і казок увійшли до вітчизняних підручників і читанок для молодших класів.

### Пам'ять
У 1990 р. нагороджений медаллю «Ветеран труда». Помер після важкої хвороби 20 листопада 1997 року та похований на батьківщині, в с. Соколівка на Чернігівщині. На місцевому кладовищі йому встановлено пам'ятник роботи скульптора М. Горлового. У м. Українка Обухівського р-ну (Київщина) на будинку, де довгий час проживав письменник встановлено меморіальну дошку. У школі № 2 м. Українка проводяться щорічні конкурси на найкраще читання творів В. Чухліба. На базі Національного педагогічного університету ім. М. Драгоманова проходить Літературний конкурс імені Василя Чухліба. В Обухівському районному краєзнавчому музеї існує експозиція, присвячена письменнику, а також зберігаються його окремі речі та фото. Його рукописи також знаходяться в школі № 2 м. Українка.
Особистий архів В. Чухліба знаходиться в Центральному державному архіві-музеї літератури і мистецтва України (ЦДАМЛМ України. — Фонд № 1345: Чухліб Василь Васильович (1941—1997), письменник. — Оп.1, од. зб. 165, 2 тис. 635 арк.; 1956—1996 рр.). З 1965 р. одружений з однокурсницею Вірою Скрипкою (сьогодні — кандидат філологічних наук, доцент НПУ ім. М. Драгоманова). Мають двох дітей — Тараса і Тетяну (Ткаченко).
У 2021 р. Постановою Верховної Ради України на державному рівні заплановано відзначення пам'ятної дати — «80 років із дня народження Василя Чухліба (1941—1997), письменника та журналіста».
У 2023 р. в селі Ольшаниця Рокитнянської громади Київської області названо провулок імені Василя Чухліба.

## Інтернетні ресурси
- http://dspace.nbuv.gov.ua/bitstream/handle/123456789/39138/12-Chukhlib.pdf [Архівовано 4 червня 2016 у Wayback Machine.]
- http://www.ukrlit.vn.ua/author/chuhlib.html [Архівовано 6 серпня 2011 у Wayback Machine.]
- http://www.kazka.in.ua/Zbirky/Piznajko/Najsyljniszyj.html
- http://www.chl.kiev.ua/default.aspx?id=1381 [Архівовано 4 березня 2016 у Wayback Machine.]
- http://doshkolenok.kiev.ua/skazki-legendy/339-zymova-kazka.html [Архівовано 14 жовтня 2011 у Wayback Machine.]
- http://www.sonjashnik.com/main_story_list.html
- http://lib.rus.ec/a/79255 [Архівовано 4 березня 2016 у Wayback Machine.]
- http://metaxie.zirochka.com/images/portfolio/19(33)page4.pdf [Архівовано 4 березня 2016 у Wayback Machine.]
- http://obukhovrda.gov.ua/modules.php?name=museum [Архівовано 6 лютого 2011 у Wayback Machine.]
- http://www.dobrepole.org.ua/news/poezija_muzika_dushi/2011-03-23-947
- http://oster-city.com.ua/wellknown.html [Архівовано 2 жовтня 2011 у Wayback Machine.]
- Мініатюра (література)
- http://www.day.kiev.ua/212547
- http://www.chl.kiev.ua/key/Books/ShowBook/71 [Архівовано 2 квітня 2015 у Wayback Machine.]
- http://www.hvilya.com/publ/okean_vichnosti_vasilja_chukhliba/2-1-0-224 [Архівовано 14 серпня 2013 у Wayback Machine.]
- Сергій ПАВЛЕНКО. Мільйон книг Василя Чухліба  [Архівовано 30 липня 2013 у Wayback Machine.]
- http://ukrainka.org/history/ [Архівовано 30 липня 2012 у Wayback Machine.]
- http://history.org.ua/LiberUA/978-966-355-041-1/978-966-355-041-1.pdf [Архівовано 15 лютого 2019 у Wayback Machine.]
- http://chytan